# 4Taste
4Taste ist eine portugiesische Rockband aus Lissabon. Sie gründete sich im Frühjahr 2006 aus David Gama (Bass), Francisco Borges (Schlagzeug), Luke d’Eça (Gesang, Gitarre) und Nelson Patrão (Gitarre). Alle vier Musiker hatten zuvor bereits erfolgreich in anderen Bands gespielt.
Ihr Debütalbum 4Taste erschien am 27. November 2006 und erreichte am ersten Tag Platinstatus und war drei Wochen auf Platz eins der Albumcharts. Für mehr als 80.000 verkaufte Tonträger wurde die Band später mit Vierfachplatin ausgezeichnet. Im Sommer 2007 erschien ein im Campo Pequeno eingespieltes Livealbum. Im selben Jahr traten die Band in der Schweiz erstmals im Ausland auf.
Die nächsten Alben Ao Vivo No Campo Pequeno und Take 2 konnten in den folgenden beiden Jahren den großen Erfolg nicht wiederholen. Ende 2009 löste sich die Band wieder auf.

## Diskografie

### Alben
- 2006: 4Taste
- 2007: Ao vivo no Campo Pequeno
- 2008: Take 2

### Singles
- 2006: Só tu podes alcançar
- 2006: Sempre que te vejo (sinto um desejo)
- 2008: Diz-me que sim (estou aqui)
- 2009: Diz mais uma vez